# Віялохвістка філіппінська
Віялохвістка філіппінська (Rhipidura nigritorquis) — вид горобцеподібних птахів родини віялохвісткових (Rhipiduridae).

## Поширення
Ендемік Філіппін. Поширений на більшій частині країни, включаючи острів Палаван та архіпелаг Сулу. Природним середовищем існування є субтропічні або тропічні вологі низинні ліси.